# Nightmares - Incubi
Nightmares - Incubi (Nightmares) è un film del 1983 diretto da Joseph Sargent.
È un film a episodi statunitense del genere horror e fantascientifico. I quattro episodi vedono come interpreti Emilio Estevez, Lance Henriksen, Veronica Cartwright, Cristina Raines, Richard Masur, Joe Lambie e Anthony James. Le quattro storie dovevano essere in origine episodi della serie televisiva antologica La camera oscura (Darkroom, 1981-1982) ma furono poi unite, rimodellate con sequenze aggiuntive e distribuite al cinema come unica produzione in quanto ritenute "troppo intense" per il piccolo schermo.

## Trama

### Bishop of Battle
Il giovane JJ Cooney è un abile videogiocatore che guadagna qualche dollaro sfidando altri ragazzi nelle sale giochi, ai quali deve nascondere la sua vera identità con l'aiuto del suo amico occhialuto Zock.
Dopo una discussione in merito alla sua ossessione per il videogioco arcade Bishop of Battle, i due amici si dividono e JJ si reca nella sua sala giochi preferita per provare di nuovo a raggiungere il tredicesimo livello di Bishop of Battle, cosa in cui nessuno è mai riuscito. Tenta più volte e non riesce ad andare oltre il dodicesimo livello fino a quando il proprietario lo butta fuori perché deve chiudere.
I genitori di JJ, preoccupati per i suoi voti a scuola, lo mettono in castigo e gli intimano di restare a casa. Quella notte, JJ scappa di casa e irrompe nella sala giochi per finire finalmente il gioco. Tuttavia, raggiunto il tredicesimo livello, il videogioco si anima con i nemici che volano fuori dallo schermo. JJ tenta di fuggire fuori ma Bishop of Battle lo bracca nel locale nel corso di una sparatoria con le armi a raggi laser. La scena viene tagliata e si passa alla mattina successiva, quando i suoi amici e la famiglia, preoccupati per la sua scomparsa, si recano alla sala giochi. Qui Zock riesce ad intravedere l'immagine di JJ sullo schermo di Bishop of Battle per alcuni secondi e comprende che l'amico è rimasto intrappolato nel videogioco.

## Produzione
Il film, diretto da Joseph Sargent sulle sceneggiature di Jeffrey Bloom e Christopher Crowe, fu prodotto da Christopher Crowe per la Universal Pictures. Gli effetti speciali per l'episodio Bishop of Battle, coordinati da Wayne Rose, furono realizzati dalla Bo Gehring Associates. Le sequenze furono create con un computer ACS1200 ed ebbero un forte impatto sul budget finale tanto da far rischiare quasi la bancarotta alla società di produzione.

## Distribuzione
Il film fu distribuito con il titolo Nightmares negli Stati Uniti dal 9 settembre 1983 (première a New York il 2 settembre 1983) al cinema dalla Universal Pictures.
- in Svezia il 25 maggio 1984 (Mardrömmar)
- in Francia il 13 giugno 1984 (En plein cauchemar)
- in Messico il 13 dicembre 1984
- in Germania Ovest nel gennaio del 1985 (Alpträume, per l'home video)
- in Finlandia il 1º febbraio 1985 (Painajaiset)
- in Portogallo il 1º agosto 1985 (Pesadelos)
- in Grecia (Efialtikes ores)
- in Polonia (Nocne zmory)
- in Spagna (Pesadillas)
- in Messico (Pesadillas diabólicas)
- in Ungheria (Rémálmok)
- in Italia (Nightmares - Incubi)

## Critica
Secondo Fantafilm l'episodio migliore sarebbe Bishop of Battle, "vagamente ricollegabile a Tron". La produzione rimanderebbe "alla tradizione delle storie alla Ai confini della realtà e alla moda delle leggende metropolitane. Janet Maslin scrisse per il New York Times: "Nulla rovina una storia horror più di una vittima stupida. E Nightmares, un'antologia di quattro episodi apparentemente paurosa, ne contiene diverse".

## Promozione
Le tagline sono:
- "Nightmares... is this year's sleeper.".
- "You'll Never Be the Same".
- "Each summer one film opens that you've never heard of... and that you'll never forget.".
- "Four of your worst NIGHTMARES come true.".